# Kostel svatého Petra a Pavla (Nákří)
Kostel sv. Petra a Pavla v Nákří je farním kostelem římskokatolické farnosti Nákří. Dne 3. května 1958 byl prohlášen za kulturní památku.

## Historie
V roce 1357 se v Nákří připomíná plebánie. Kostel byl upravován v 15. století, v letech 1719–1720, kdy byla provedena stavba věže podle projektu Pavla Ignáce Bayera. Restaurován a rozšířen byl v roce 1897.

## Popis
V jádru gotický kostel je jednolodní (15,65 × 7,65 m) stavbou s pravoúhlým kněžištěm (4,85 × 4,90 m) a sakristií v jeho ose, západnímu průčelí je představěna hranolová věž. V kněžišti je křížová klenba s kamennými žebry.
Zařízení kostela pochází z 1. poloviny 18. století. V kostele je kamenná pozdně gotická křtitelnice a náhrobník z roku 1554.
Varhany pocházejí z roku 1834, upravovány byly v letech 1890, 1897 a 1912.